# Ace (sport)
L'ace, nel tennis e nella pallavolo, è il servizio vincente, che ottiene direttamente il punto senza che l'avversario riesca a rispondere.

## Tennis
Nel tennis, l'ace è il servizio che tocca terra nell'apposita area senza avere contatto con la rete né essere toccato dalla racchetta o dal corpo dell'avversario. Nel caso la palla tocchi il nastro (net in inglese) e ricada nell'area valida di servizio, si ripete il servizio (let). Si definisce ace sporco o "servizio vincente" il colpo di servizio che porta direttamente al punto dopo essere stato toccato dall'avversario. Si parla infine di return ace quando il ricevente realizza un punto rispondendo a un servizio, anche in questo caso senza che l'autore del servizio tocchi più la palla.

### Record
- Maggior numero di ace in un match: 113, di John Isner, nel match contro Mahut a Wimbledon 2010.

- Maggior numero di ace in un match alla meglio dei tre set: 47, di Milos Raonic, nel torneo del Queen's 2024, contro Cameron Norrie[3].

- Ace più veloce: 253 Km/h, di John Isner, in un incontro di Coppa Davis, nel 2011 (record ufficiale);

263 Km/h, di Samuel Groth, che il 12 maggio 2012 durante un incontro facente parte del circuito ATP Challenger a Busan, in Corea del Sud, ha servito una prima palla a questa velocità contro Uladzimir Ihnacik . L'ATP non riconosce ufficialmente tale primato in quanto registrato in un torneo Challenger e in tale contesto può accadere che gli strumenti di rilevazione della velocità della pallina abbiano una variabilità troppo elevata.
- Ace più lento: 40 Km/h, di Maxime Cressy al torneo di Indian Wells 2022 durante la partita contro Christopher Eubanks. Il suo servizio colpito con il telaio, è arrivato nel campo avversario grazie al forte vento, che all'improvviso ha cambiato direzione, facendo tornare la partita verso la rete [5].

- Maggior numero di ace consecutivi: 10, di Sam Querrey, contro James Blake nei quarti di finale all'Indianapolis Tennis Championship del 2007.

- Maggior numero di ace realizzati in carriera: 14470, di John Isner che ha superato nel corso del torneo di Wimbledon 2022[6] Ivo Karlović, che prima di allora deteneva il record.

- Maggior numero di ace in un anno: 1447, di Goran Ivanišević, nel 1996.

## Pallavolo
Nella pallavolo il termine indica un servizio che cade direttamente a terra nel campo avversario o che tocca un giocatore del campo avversario prima di cadere . Fino all'introduzione del Rally point system, la palla di servizio non poteva toccare la rete, cosicché era molto difficile realizzare un ace; oggi, anche se c'è contatto con il nastro, si assegna il punto se la palla tocca terra nella metà campo avversaria.